# Протасов Яків Афанасійович
Яків Афанасійович Протасов (1772 — 1824) — купець, міський голова Одеси.

## Біографія
Я. А. Протасов народився в 1772 році.
З 1801 року  був членом Одеського міського магістрату, а у 1815—1818 роках — Одеським міським головою.
За  своєю діяльністю був купцем, підрядником, володарем значної нерухомості в Одесі та хутора.
За його ініціативи та підтримці графа Ланжерона 12 березня 1817 року в Одесі було відкрито перше  училище для дівчат.
Жіноче училище навчало 100 осіб.  Будучи міським головою, в 1817—1818 роках всіляко сприяв розвитку освіти у місті.
 З 1818 року займався лише підприємництвом.
Помер у 1824 році в Одесі.